# Michael Vorfeld
Michael Vorfeld (* 1976) ist ein deutscher Hochschullehrer, Autor und ehemaliger Prodekan des Fachbereichs Wirtschaft der Hochschule Ruhr West. Derzeit ist er Professor für Allgemeine Betriebswirtschaftslehre mit den Schwerpunkten Finanzmanagement und Rechnungswesen an der Ostfalia Hochschule für angewandte Wissenschaften.

## Leben
Vorfeld studierte Wirtschaftspädagogik an der Georg-August-Universität zu Göttingen. Ab 2004 übernahm er Lehrtätigkeiten an der FH Bielefeld, der Hochschule Weserbergland, der Welfen-Akademie in Braunschweig und war als Gastprofessor an der Normal-University in Shanghai tätig. Im Jahr 2008 erfolgte an der Georg-August-Universität in Göttingen seine Promotion zum Thema: „Asset Pricing - Zur Bewertung von unsicheren Cashflows mit zeitvariablen Diskontraten“. Von 2010 bis 2016 war er Professor für Risikomanagement, Finanzierung und Investition an der Hochschule Ruhr West, wo er unter anderem auch als Prodekan des Fachbereichs Wirtschaft tätig war. Seit 2019 ist er Professor für Allgemeine Betriebswirtschaftslehre mit den Schwerpunkten Finanzmanagement und Rechnungswesen an der Ostfalia Hochschule für angewandte Wissenschaften.

### Sonstiges
Er tritt in verschiedenen Erklärvideos des YouTube-Kanals der Hochschule Weserbergland auf, wo er wirtschaftliche Themen erklärt. 

## Publikationen

### Lehrbücher
- Bleich, Torsten, Friedrich, Meik, Halver, Werner, Römer, Christof und Vorfeld, Michael: „Volkswirtschaft: Klausuren, Aufgaben und Lösungen“. 1. Auflage, Oldenbourg Verlag, München. 2016.
- Friedrich, Meik, Huck, Bettina-Sophie, Schlegel, Andreas, Skill, Thomas und Vorfeld, Michael: „Wirtschaftsmathematik und Wirtschaftsstatistik: Klausuren, Aufgaben und Lösungen“. 1. Auflage, Oldenbourg Verlag, München, 2016.
- Burchert, Heiko, Vorfeld, Michael und Schneider, Jürgen (2016): „Investition und Finanzierung: Klausuren, Aufgaben und Lösungen“. 3. Auflage 2016, Oldenbourg Verlag, München.
- Burchert, Heiko, Vorfeld, Michael, Schneider, Jürgen und Razik, Stefan (2014): „Betriebliches Rechnungswesen: Klausuren, Aufgaben und Lösungen“. 1. Auflage, Oldenbourg Verlag, München.
- Burchert, Heiko, Vorfeld, Michael und Schneider, Jürgen (2013): „Investition und Finanzierung: Klausuren, Aufgaben und Lösungen“. 2. Auflage 2013, Oldenbourg Verlag, München.
- Burchert, Heiko, Vorfeld, Michael und Schneider, Jürgen (2012): „Investition und Finanzierung: Klausuren, Aufgaben und Lösungen“. 1. Auflage 2012, Oldenbourg Verlag, München.

#### Fortlaufend
- Seit 2014 Herausgeber beim De Gruyter Oldenbourg Verlag zusammen mit Werner Halver in der Reihe: Lehr- und Studienbücher der angewandten Ökonomik[4]

### Fachliteratur
- Nickel, Andreas und Vorfeld, Michael: Außerbilanzielles Kapital in der Renditerechnung berücksichtigen. Versicherungswirtschaft 2011, Heft 13, S. 967–972.
- Vorfeld, Michael: Asset Pricing – Zur Bewertung von unsicheren Cashflows mit zeitvariablen Diskontraten. Diss., Gabler Verlag. Wiesbaden 2009.